# Indexi
Indexi – bośniacka, a wcześniej jugosłowiańska grupa rockowa, założona w Sarajewie w 1962. 
Początkowo grupa wykonywała covery piosenek innych wykonawców, jednak z upływem czasu w repertuarze zaczynają dominować własne, oryginalne utwory. Wtedy właśnie powstała długa, ponadjedenastominutowa kompozycja Negdje na kraju u zatišju, nagrana w 1969 i będąca jednym z pierwszych ważniejszych osiągnięć rozwijającej się jugosłowiańskiej sceny progresywnej. 
W późniejszym okresie grupa intensywnie koncertowała (wystąpiła m.in. w Polsce i Bułgarii).
Grupa zakończyła działalność w 2001, po śmierci wokalisty, Davorina Popovicia (zm. 18 czerwca 2001).

## Skład
- Davorin Popović – wokal
- Slobodan A. Kovačević – gitara
- Fadil Redžić – bas
- Sinan Alimanović – piano

## Dyskografia
- Plima (1972, singel)
- Modra rijeka (1978)
- Kameni cvjetovi (1999)